# Diana Andrejewna Klimowa
Diana Andrejewna Klimowa, auch Diana Klimova (russisch Диана Андреевна Климова; * 8. Oktober 1996 in Tjumen) ist eine russische Radsportlerin, die Rennen auf Straße und Bahn bestreitet.

## Sportlicher Werdegang
Diana Klimowa begann ihre Radsportlaufbahn vorrangig auf der Bahn. 2014 errang sie bei Junioren-Europameisterschaften je eine Silber- sowie eine Bronzemedaille. Nach einer längeren Wettkampfpause trat sie bei den U23-Europameisterschaften an und belegte mit Maria Petuchowa Platz zwei im Zweier-Mannschaftsfahren. Im Jahr darauf holte sie mit Gulnas Badykowa bei den Europameisterschaften Silber im Zweier-Mannschaftsfahren und wurde zweifache U23-Europameisterin im Punktefahren und im Zweier-Mannschaftsfahren. Mit Marija Nowolodskaja holte sie Bronze im Zweier-Mannschaftsfahren bei den Europaspielen 2019 in Minsk.
2020 erhielt Klimowa einen Vertrag beim Team Cogeas-Mettler. Im Februar gewann sie den Grand Prix Alanya, und nach der COVID-19-bedingten Wettkampfpause wurde sie im August russische Straßenmeisterin. Im Sommer 2022 wurde sie beim Training in der Nähe ihrer Heimatstadt von einem Auto angefahren und schwer verletzt; erst 2023 konnte sie das Training wieder aufnehmen. Ab 2024 fuhr sie mit Born to Win BTC City Ljubljana Zhiraf wieder für ein internationales Team.

## Erfolge

### Bahn
2014
- Junioren-Europameisterschaft – Scratch
- Junioren-Europameisterschaft – Punktefahren

2017
- U23-Europameisterschaft – Zweier-Mannschaftsfahren (mit Maria Petuchowa)
- Russische U23-Meisterin – Omnium, Punktefahren, Scratch, Zweier-Mannschaftsfahren (mit Maria Rostowtsewa), Mannschaftsverfolgung (mit Daria Egorowa, Xenija Zimbaljuk und Wiktorija Lewtschenko)[2]

2018
- Europameisterschaft – Zweier-Mannschaftsfahren (mit Gulnas Badykowa)
- U23-Europameisterin – Punktefahren, Zweier-Mannschaftsfahren (mit Marija Nowolodskaja)
- Russische Meisterin – Zweier-Mannschaftsfahren (mit Gulnas Badykowa)

2019
- Europaspiele – Zweier-Mannschaftsfahren (mit Marija Nowolodskaja)
- Russische Meisterin – Zweier-Mannschaftsfahren (mit Tamara Dronowa)

2020
- Europameisterschaft – Zweier-Mannschaftsfahren (mit Marija Nowolodskaja)

2021
- Nations Cup in Sankt Petersburg – Zweier-Mannschaftsfahren (mit Gulnas Chatunzewa)

### Straße
2020
- Grand Prix Alanya
- Russische Meisterin – Straßenrennen